# Conus derrubado
Conus derrubado é uma espécie de gastrópode do gênero Conus, pertencente à família Conidae.

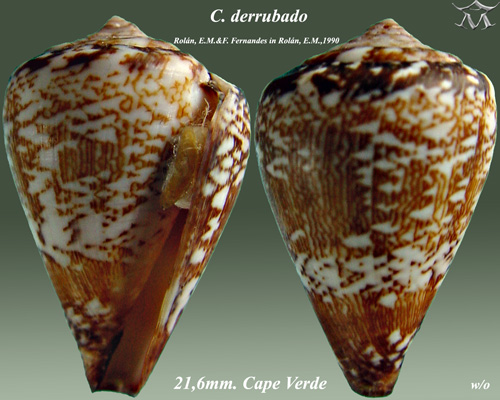
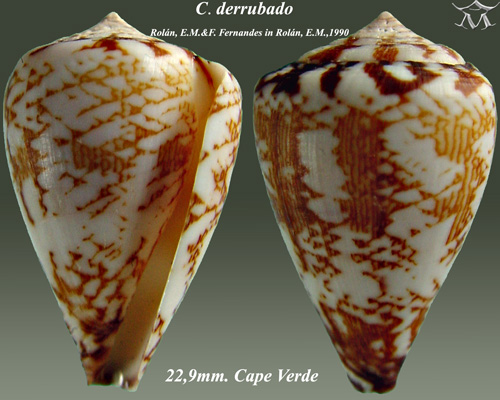
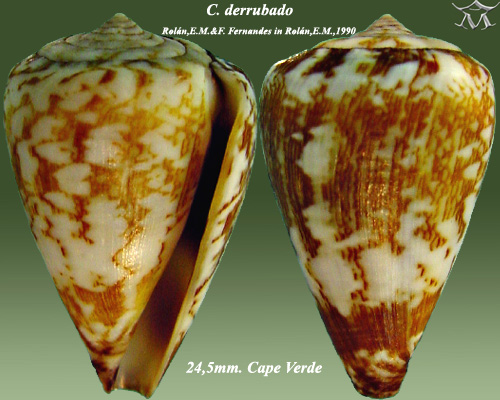
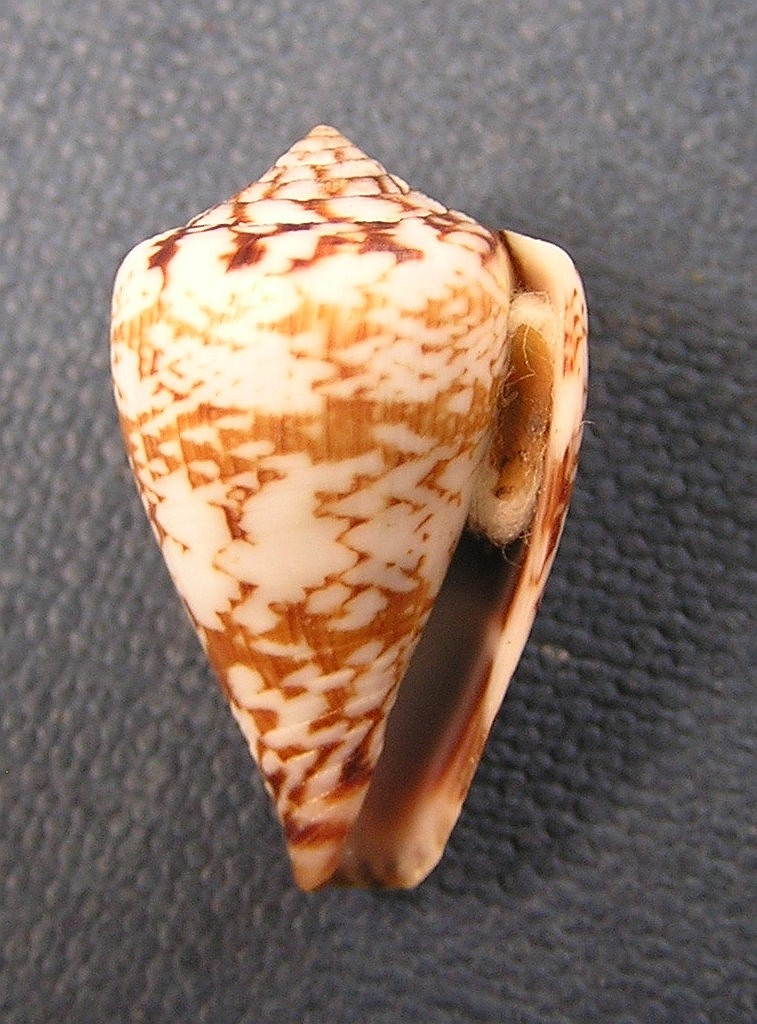